# August Christian Demelius
August Christian Demelius († 21. März 1773 in Sangerhausen) war ein kursächsischer Bergbeamter, Mediziner und Kommunalpolitiker. Er war Bergvogt, Bürgermeister und Arzt in der Amtsstadt Sangerhausen.

## Leben
Demelius' Vorfahren stammen aus der Bergstadt Schlettau im sächsischen Erzgebirge, wo sie sich Döhmel oder ähnlich nannten. Nach der Schulausbildung erwarb August Christian Demelius das Lizenziat. 1748 wurde er Physikus in der kursächsischen Amtsstadt Sangerhausen, die durch Einnahmen aus dem Bergbau im 18. Jahrhundert einen großen Aufschwung genommen hatte. In dieser Funktion wurde er zum Bürgermeister gewählt. Ferner war er Stiftsvorsteher, Generalkoinspektor und Stadtkämmerer.
Nachdem der bisherige Bergvogt in Sangerhausen, Johann Friedrich Klemm, im Jahre 1770 gestorben war, wurde dem Bürgermeister Lic. August Christian Demelius nach Zustimmung des Kurfürsten Friedrich August von Sachsen zusätzlich das Amt des Bergvogts übertragen. Dazu leistete er in Anwesenheit des Bergvogts von Thüringen in der Kupferhütte vor Sangerhausen seinen Diensteid. Als Bergvogt war er für die Einhaltung des kurfürstlichen Bergregals in Sangerhausen und die Aufsicht über das Gewerkschaftliche Bergamt in Sangerhausen zuständig. Allerdings konnte Demelius das Amt des Bergvogts nur relativ kurze Zeit ausüben, denn er erlitt im Winter 1773 einen Schlaganfall, an dessen Folgen er am 21. März 1773 starb.
Sein Sohn Johann August Christian Demelius besuchte ab 1778 die Fürstenschule Pforta.